# 나의 길을 가련다
《나의 길을 가련다》(영어: Going My Way)는 리오 매케리 감독의 1944년 영화이다. 흑백 영화로 제작되었다. 제17회 아카데미 시상식에서 작품상을 받은 이 작품은 1944년에 7개 부문의 상을 받았다. 2004년에는 미국 연방 의회 도서관에 미국 국립 영화로 등록되었다.

## 줄거리
뉴욕 저지대(低地帶)에 있는 가난한 교회로 부임한 오맬리 신부(빙 크로즈비 분)는 40년 간이나 이 교회를 위해서 계속 일을 해 온 늙은 신부(배리 피츠제럴드 분)의 자존심에 상처주지 않으려고 조심하면서 근처 일대에 있는 나쁜 아이들을 착하게 인도하고, 젊은 사람들의 인생상담을 떠맡거나 한다. 그리고 이 교구(敎區)에서의 일이 일단락되자 또다시 딴 가난한 교구를 바로잡기 위해 전임(轉任)해 간다.

## 감상
제2차 세계대전 직후의 사회정세에 대응하여 미국적인 인도주의를 가장 단순·명쾌한 형태로 그려낸 뛰어난 작품이다. 리오 매케리의 연출은 거침 없는 탄탄대로와도 같아서 아예 기교 같은 것은 쓰지도 않고, 신부(神父)라고 느껴지지 않을 만큼 탁 털어놓는 태도와 명랑하고도 해학적으로 행동하는 오마리 신부를 둘러싼 수많은 에피소드를 따뜻하게 전개하여 나아간다. 크로즈비가 매우 연기를 잘 하였고, '거룩한 이 밤'을 비롯하여 전개되는 몇 개의 노래도 원숙해져서 듣기 좋으며, 늙은 신부인 피츠제럴드도 크로즈비에 뒤지지 않는 좋은 연기 솜씨로써 친근한 맛이 넘쳐 흐르는 장면을 이룩해 내고 있다.

## 출연
- 빙 크로즈비 - 척 오맬리 신부 역
- 배리 피츠제럴드 - 피츠기번 신부 역
- 프랭크 맥휴 - 티머시 오다우드 신부 역
- 제임스 브라운 - 테드 헤인스 주니어 역
- 진 록하트 - 테드 헤인스 시니어 역
- 진 헤더 - 캐럴 제임스
- 포터 홀 - 벨냅씨
- 포르투니오 보나노바 - 토마소 보사니
- 아일리 메일런 - 카머디 부인
- 로버트 미첼 소년악단 - 성 도메니코 교회 악단
- 리서 스티븐스 - 제너비브 린든(제니 터펠)
- 스탠리 클레먼츠 - 토니 스카포니
- 윌리엄 프롤리 - 맥스 돌런
- 칼 스위처 - 허먼 레인저
- 애들린 디월트 레이놀즈 - 몰리 피츠기번 부인
- 어니타 샤프볼스터 - 큄프 부인
- 잭 노턴 - 릴리씨
- 윌리엄 "빌" 헨리 - 의사
- 마르틴 가랄라가 - 수니가
- 줄리 깁슨 - 택시 기사
- 깁슨 가울런드 - 교회 신도

## 수상
이 영화는 10개의 아카데미상에 지명되었으며 7개 상을 받았다:
| 상 이름       | 결과 | 수상자                                                   |
| ------------- | ---- | -------------------------------------------------------- |
| 작품상        | 수상 | 파라마운트 픽처스 (리오 매케리, 프로듀서)                |
| 감독상        | 수상 | 리오 매케리                                              |
| 남우주연상    | 수상 | 빙 크로즈비                                              |
| 남우주연상    | 후보 | 배리 피츠제럴드                                          |
| 각색상        | 수상 | 프랭크 버틀러, 프랭크 카벳                               |
| 원작상        | 수상 | 리오 매케리                                              |
| 남우조연상    | 수상 | 배리 피츠제럴드                                          |
| 촬영상 (흑백) | 후보 | 라이어널 린던                                            |
| 편집상        | 후보 | 리로이 스톤                                              |
| 주제가상      | 수상 | Swinging on a Star – 음악: 지미 밴 휴젠 • 작사:조니 버크 |

## 같이 보기
- 크리스마스 영화 목록